# Malleastrum obtusifolium
Malleastrum obtusifolium là một loài thực vật có hoa trong họ Meliaceae. Loài này được (C. DC.) J.-F. Leroy mô tả khoa học đầu tiên năm 1964.